# Barbara Eden
Barbara Eden, geboren als Barbara Jean Moorhead (Tucson, 23 augustus 1931) is een Amerikaans actrice en zangeres.

Ze is in Nederland vooral bekend geworden door haar rol als Jeannie in de fantasykomedie I Dream of Jeannie met Larry Hagman. Eden werkte samen met alle grootheden uit haar tijd, zoals onder andere Elvis Presley, Bob Hope, Lucille Ball, Andy Griffith en Tom Jones en was vaak te gast in de grote tv-shows in haar land. Ze is nog steeds actief voor diverse goede doelen.

## Biografie
Eden werd geboren als Barbara Jean Moorhead in Tucson, Arizona. Haar ouders waren Alice Franklin en Hubert Moorhead. Eden heeft Welshe, Engelse, Ierse en Schotse voorouders. Haar ouders scheidden toen Eden 3 jaar oud was. Eden verhuisde met haar moeder naar San Francisco, alwaar deze hertrouwde met Harrison Huffman.
Eden was cheerleader in High School en studeerde af aan de "Abraham Lincoln High School" te San Francisco in 1949. In 1951 werd zij verkozen tot Miss San Francisco.
Eden huwde eerst met acteur Michael George Ansara, op 17 januari 1957, te Hollywood. Eden kreeg een miskraam in 1961. Op 29 augustus 1965 kreeg ze een zoon, die op 25 juni 2001 overleed aan een overdosis drugs. In 1971 werd er een derde kind, na acht maanden zwangerschap, dood geboren. Eden en Ansara scheidden in 1974.
In september 1977 huwde Eden met Charles Donald Fegert. In 1983 strandde ook dit huwelijk. Eden huwde voor de derde maal, dit keer met projectontwikkelaar Jon Trusdale Eicholtz, op 5 januari 1991 te San Francisco. Daarna gingen ze wonen in het Benedict Canyon gebied van Beverly Hills.
In 2011 kwam haar boek “Jeannie Out of the Bottle" uit.

## Filmografie
- Biblioteca Nacional de España: XX1296149
- Bibliothèque nationale de France: cb139665304 (data)
- Gemeinsame Normdatei: 1059384752
- International Standard Name Identifier: 0000 0000 7245 3560
- Library of Congress Control Number: no91027385
- MusicBrainz: a71eb945-eb96-479e-a056-1e1f3cf5ca34
- Nationale Bibliotheek van Israël: 987007442089505171
- Nationale Bibliotheek van Polen: a0000001739594
- SNAC: w6ct0b30
- Système universitaire de documentation: 249224127
- Virtual International Authority File: 34021757
- WorldCat: E39PBJrrt8HGqwmwgHC8FRFdwC